# Harrison Peacock
Harrison Peacock (Mount Barker, 31 gennaio 1991) è un pallavolista australiano.
Gioca nel ruolo di palleggiatore nel Bielsko-Bialskie.

## Carriera
La carriera di Harrison Peacock inizia nel 2008 nel club dell'AIS; nella stagione 2010-11 viene ingaggiato dal club svedese del Linköpings, militante in Elitserien, con cui rimane due stagioni, vincendo il campionato 2011-12; entra nella nazionale australiana nel 2012 e partecipa nello stesso anno ai Giochi della XXX Olimpiade di Londra.
Nella stagione 2012-13 passa al BluVolley Verona, nella Serie A1 italiana, per poi ritornare all'AIS.
Nell'stagione 2015-16 gioca per il Będzin nella Polska Liga Siatkówki polacca, mentre nella stagione successiva viene ingaggiato dall'Hurrikaani-Loimaa militante nella Lentopallon Mestaruusliiga finlandese. Per il campionato 2017-18 è nuovamente nella massima divisione polacca, giocando per il Bielsko-Bialskie.

## Palmarès

### Club
- Campionato svedese: 1

2011-12